# Żywiecka Fabryka Śrub „Śrubena”
Żywiecka Fabryka Śrub „Śrubena” – jedna z większych polskich fabryk produkujących elementy złączne.

## Hisoria

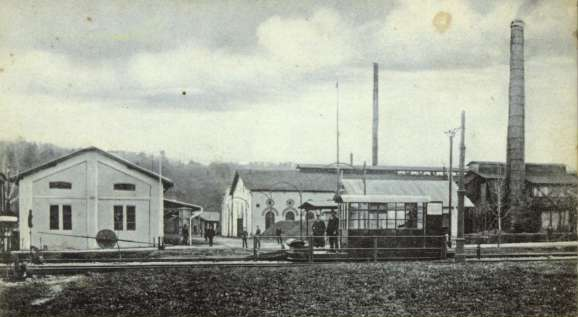
Huta Fryderyka w Sporyszu, XIX wiek

W 1832 roku ówczesny właściciel dóbr żywieckich, Arcyksiążę Karol Ludwik Habsburg, kupił od Antoniego Sapińskiego pole i założył we wsi Sporysz kuźnię. Pięć lat później na mocy dokumentu koncesyjnego z 24 lipca 1837 r. wydanego przez C.K. Obwodowy Sąd Górniczy w Wieliczce, nastąpiło przekształcenie Kuźni Żywiec-Sporysz w Zakład Przeróbki Surówki. Nazwany został Hutą Fryderyka na cześć arcyksięcia Fryderyka Habsburga, który w 1822 r. kupił od Wielopolskich dobra żywieckie.
W 1910 roku zakład sprzedano „Pierwszej Galicyjskiej Fabryce Śrub, Nitów i Nakrętek w Oświęcimiu” należącej do „Wiedeńskiej Spółki Akcyjnej »Breviller-Urban i syn«”. Od tego czasu do chwili obecnej, fabryka działa w branży śrubiarskiej.
W 1912 roku firma po przekształceniu swego stanu prawno handlowego występowała już jako „Austriacka Spółka Akcyjna dla Fabrykacji Śrub i Wyrobów Kutych Breviller i S-ka, A. Urban i Synowie” z siedzibą w Wiedniu.
W czasie II wojny światowej produkcja nastawiona była na potrzeby wojenne III Rzeszy. Zakład uległ jednak w 70% zniszczeniu i wznowienie produkcji nastąpiło 1 lipca 1945 roku.
Od 1947 roku w sposób nieprzerwany funkcjonuje, początkowo jako świetlica przyzakładowa, ośrodek edukacji kulturalnej i promocji twórczości młodych – Klub „Śrubka”.
W okresie PRL fabryka jako „Żywiecka Fabryka Śrub – Przedsiębiorstwo Państwowe” rozbudowała się terytorialnie i wzbogaciła o nowoczesny park maszynowy.
W okresie III RP została sprywatyzowana w ramach Programu Powszechnej Prywatyzacji i w 1995 roku przekształcona na Spółkę Akcyjną pod nazwą "Fabryka Śrub Śrubena S.A.". Przydzielono ją 8-mu funduszowi inwestycyjnemu "OCTAVA". Z powodu braku właściwego nadzoru właścicielskiego ze strony funduszu doszło do upadłości.
W 1999 r. na bazie wydzielonego majątku powstała "Fabryka Śrub Śrubena Produkcja sp. z o.o.", której właścicielem został syndyk masy upadłości SA.
W połowie 2005 r. fabrykę kupiła grupa inwestorów tworzących Spółkę Akcyjną "Śrubena Unia" S.A. W dniu 30.12.2006 r. nastąpiło połączenie Fabryki Śrub "Śrubena-Produkcja" Sp. z o.o. z firmą "Śrubena Unia" S.A. i pod taką nazwą funkcjonuje do dziś. 
W 2012 r. Fabryka świętowała 180 lat istnienia.

## Obecnie
Obecny profil produkcyjny:
- śruby (przemysł maszynowy, budownictwo, kolejnictwo, górnictwo)
- nity
- wkręty kolejowe
- nakrętki